# Chalkanthit
Chalkanthit, in der Chemie auch als Kupfersulfat (genauer Kupfersulfat-Pentahydrat) und veraltet allgemein als Kupfervitriol bekannt, ist ein eher selten vorkommendes Mineral aus der Mineralklasse der „Sulfate (und Verwandte)“. Es kristallisiert im triklinen Kristallsystem mit der chemischen Zusammensetzung Cu[SO4] · 5 H2O und entwickelt meist krustige Überzüge oder faserige bzw. körnige Aggregate, selten auch kleine, prismatische bis tafelige Kristalle in hell- bis dunkelblauer Farbe. Sehr selten sind auch grüne bis grünblaue Kristalle zu finden.

## Etymologie und Geschichte
Der Name Chalkanthit (vgl. lateinisch calcantum) ist eine Zusammensetzung der griechischen Wörter χαλκός chalkós für „Kupfer“ und ἄνθος ánthos für „Blüte“.
Erstmals wissenschaftlich beschrieben wurde das Mineral 1853 von Franz von Kobell.

## Klassifikation
In der mittlerweile veralteten, aber noch gebräuchlichen 8. Auflage der Mineralsystematik nach Strunz gehörte der Chalkanthit zur Mineralklasse der „Sulfate, Chromate, Molybdate und Wolframate“ und dort zur Abteilung der „Wasserhaltigen Sulfate ohne fremde Anionen“, wo er als Namensgeber die „Chalkanthit-Gruppe“ mit der System-Nr. VI/C.04 und den weiteren Mitgliedern Jôkokuit, Pentahydrit und Siderotil bildete.
Die seit 2001 gültige und von der International Mineralogical Association (IMA) verwendete 9. Auflage der Strunz’schen Mineralsystematik ordnet den Chalkanthit in die erweiterte Klasse der „Sulfate (einschließlich Selenate, Tellurate, Chromate, Molybdate und Wolframate)“ und dort in die Abteilung der „Sulfate (Selenate usw.) ohne zusätzliche Anionen, mit H2O“ ein. Diese ist allerdings weiter unterteilt nach der Größe der beteiligten Kationen, so dass das Mineral entsprechend seiner Zusammensetzung in der Unterabteilung „Mit ausschließlich mittelgroßen Kationen“ zu finden ist, wo es zusammen mit Jôkokuit, Pentahydrit, Sanderit und Siderotil die „Pentahydritgruppe“ mit der System-Nr. 7.CB.20 bildet.
Auch die Systematik der Minerale nach Dana ordnet den Chalkanthit in die Klasse der „Sulfate, Chromate und Molybdate“ ein, dort allerdings in die bereits feiner unterteilte Abteilung der „Wasserhaltigen Säuren und Sulfate“. Hier ist er zusammen mit Siderotil, Pentahydrit und Jôkokuit in der nach ihm benannten „Chalkanthitgruppe (Triklin: P1)“ mit der System-Nr. 29.06.07 innerhalb der Unterabteilung der „Wasserhaltigen Säuren und Sulfate mit AXO4 • x(H2O)“ zu finden.

## Eigenschaften

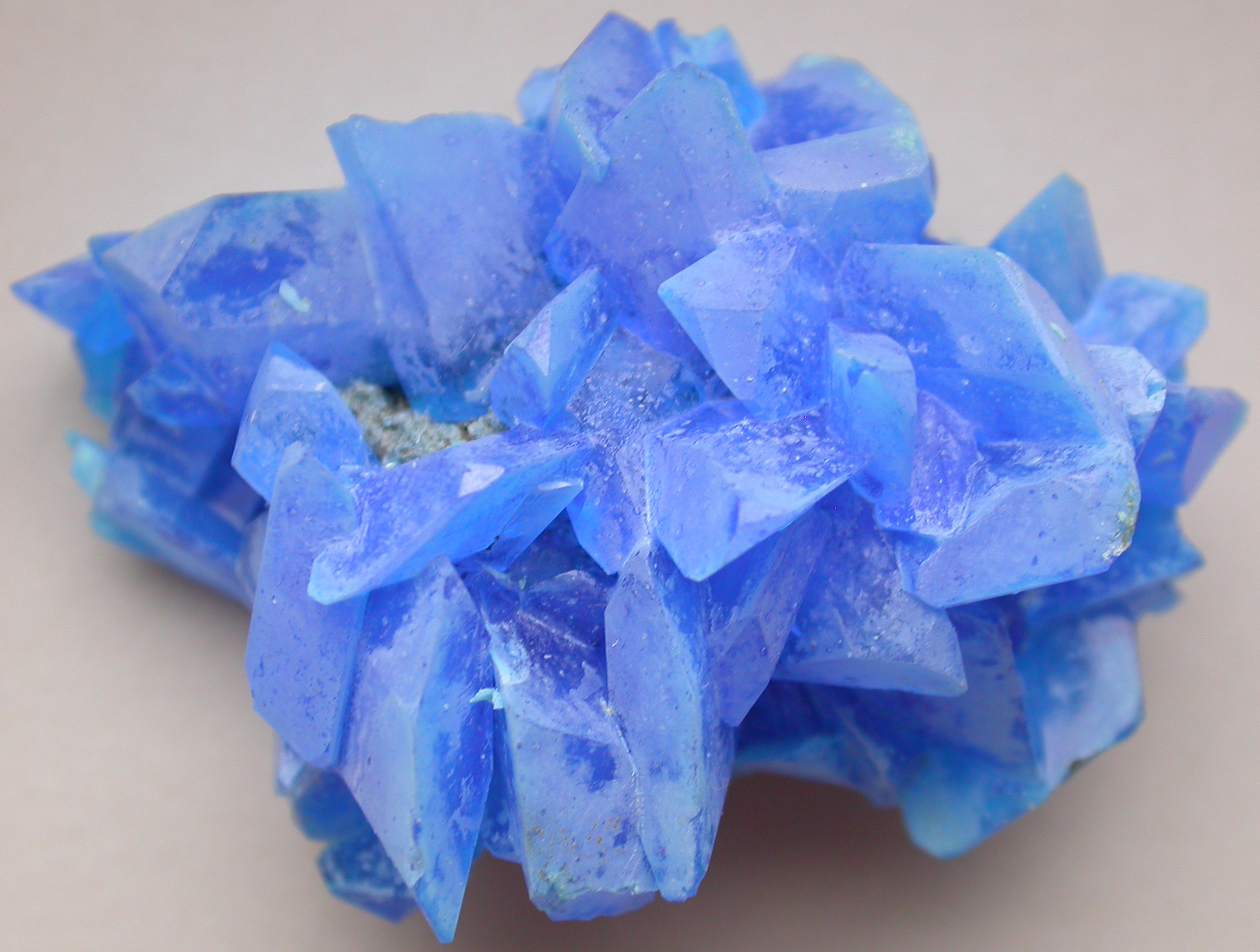
Dehydratisierter Chalkanthit

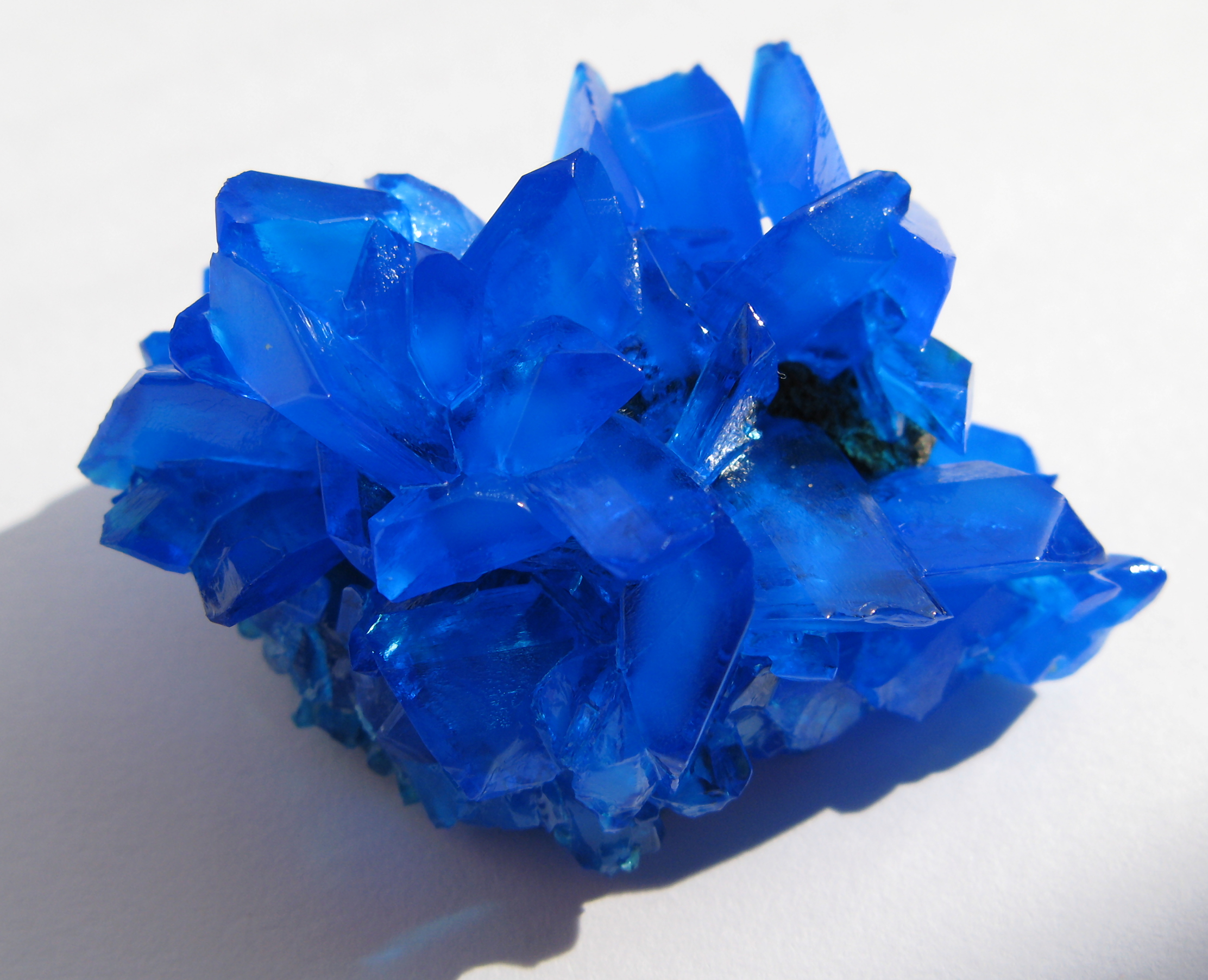
Gleicher Kristall kurze Zeit unter Wasser gebürstet und gereinigt und auf diese Weise von der Dehydratisierung geheilt

Chalkanthit dehydratisiert an der Luft. Er sollte daher möglichst unter Luftabschluss aufbewahrt werden, damit die Kristalle nicht zerfallen. Zu viel Wasser löst die Chalkanthitkristalle dagegen auf. Allerdings lässt sich eine Dehydratisierung im Anfangsstadium durch kurzzeitiges, vorsichtiges Bürsten unter Wasser heilen. Leichter ist es, falls vorhanden, die Stufen in eine gesättigte Kupfersulfatlösung zu legen.
Mit einer Mohshärte von 2,5 gehört Chalkanthit zu den weichen Mineralen (mit Fingernagel noch ritzbar). Seine durchsichtigen bis durchscheinenden Kristalle zeigen auf der Oberfläche Harz- bis Glasglanz.

## Kristallstruktur
Chalkanthit kristallisiert triklin in der Raumgruppe P1 (Raumgruppen-Nr. 2) mit den Gitterparametern a = 6,12 Å; b = 10,72 Å; c = 5,96 Å; α = 82,4°; β = 107,3° und γ = 102,6° sowie 2 Formeleinheiten pro Elementarzelle. Kupfer wird in durch den Jahn-Teller-Effekt verzerrten Oktaedern von Sauerstoff koordiniert, wobei diese Oktaeder durch jeweils zwei tetraedrische Sulfationen zu Ketten verknüpft werden. Die restlichen Sauerstoffatome stammen von Wassermolekülen, die die Ketten durch Wasserstoffbrückenbindungen untereinander zusammenhalten.

## Bildung und Fundorte

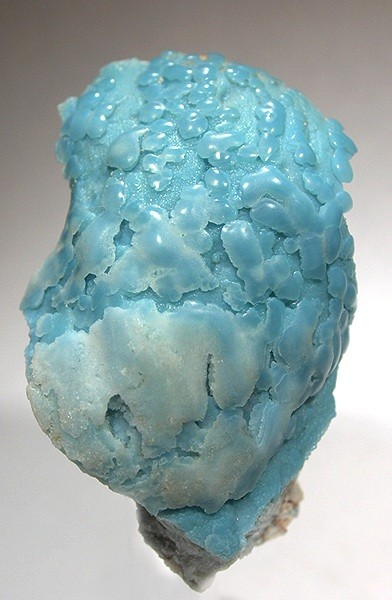
Innig mit Aragonit verwachsener Chalkanthit aus der Tsumeb Mine, Namibia (Größe: 4,5 × 3,5 × 1,2 cm)

Chalkanthit bildet sich durch Oxidation von Kupfer-Sulfiden, vor allem von Chalkopyrit, wobei es nur in ariden Klimazonen stabil ist. Sehr oft lässt es sich im Alten Mann verlassener Stollen finden. Begleitminerale sind unter anderem Brochantit, Epsomit, Fibroferrit, Gips, Goslarit, Melanterit, Morenosit, Pickeringit, Retgersit und Rhomboklas.
Weltweit konnte Chalkanthit bisher (Stand: 2011) an rund 760 Fundorten nachgewiesen werden. Wichtige Fundorte sind neben seiner Typlokalität „Chuquicamata Mine“ in der chilenischen Región de Antofagasta unter anderem noch Bisbee in Arizona in den USA, wo bis zu vier Zentimeter große Kristalle und bis zu einem Meter große Stalaktiten gefunden wurden.
In Deutschland fand sich Chalkanthit in mehreren Gebieten des Schwarzwalds in Baden-Württemberg; in Franken, Niederbayern und der Oberpfalz in Bayern; bei Dillenburg, im Odenwald und bei Richelsdorf in Hessen; im niedersächsischen Harz; in vielen Regionen der Eifel von Nordrhein-Westfalen bis Rheinland-Pfalz; dem Niederbergischen Land, im Ruhrgebiet, dem Sauerland und Siegerland in Nordrhein-Westfalen; im Landkreis Mansfeld-Südharz in Sachsen-Anhalt; im Erzgebirge, der Oberlausitz und dem Vogtland in Sachsen sowie bei Bad Lobenstein, Gera und Saalfeld in Thüringen.
In Österreich konnte das Mineral in vielen Regionen von Kärnten und Salzburg sowie am Hochlantsch und bei Knittelfeld in der Steiermark und im Inntal in Nordtirol gefunden werden. In der Schweiz trat Chalkanthit bisher bei Obersaxen (Graubünden), Intschi (Reusstal, Uri) sowie bei Saint-Luc VS und Martigny (Wallis) zutage.
Weitere Fundorte sind Afghanistan, Ägypten, Argentinien, Australien, Bolivien, Bulgarien, Chile, China, Demokratische Republik Kongo, Ecuador, El Salvador, Frankreich, Griechenland, Guatemala, Iran, Irland, Italien, Japan, Kanada, Kasachstan, Kolumbien, Kosovo, Kuba, Luxemburg, Madagaskar, Marokko, Mexiko, Namibia, Neukaledonien, Neuseeland, Nordkorea, Norwegen, Peru, Philippinen, Polen, Portugal, Rumänien, Russland, Schweden, Slowakei, Slowenien, Spanien, Südafrika, Rumänien, Tschechien, Ungarn, Türkei, mehrere Regionen im Vereinigten Königreich, viele Regionen der Vereinigten Staaten und Zypern.
Eine alte Bezeichnung sowohl für Kupfersulfat (Kupfervitriol) als auch für Zinksalze (Zinksulfat, Zinkvitriol) aus der erzreichen nordspanischen Landschaft Galicien ist Galitzenstein.

## Verwendung als Rohstoff
Chalkanthit ist ein wichtiges Kupfererz.